# Nieuwe Walstraat
De Nieuwe Walstraat is een straat in Oud-Rekem (gemeente Lanaken) in de Belgische provincie Limburg.
De straat vormt van oost naar west een verbinding tussen de Walstraat en de Schijfstraat, de Isabellastraat daarbij kruisende. De zuidkant is grotendeels onbebouwd. Aan de noordzijde bevinden zich op de adressen Nieuwe Walstraat 2 en 14 monumentale panden uit de 19e eeuw. De panden zijn sinds 28 september 1994 opgenomen als onroerend erfgoed.
Groenplaats · Herenstraat · Engelenstraat · Isabellastraat · Kanaalstraat · Nieuwe Walstraat · Onder de Linden · Oude God · Patersstraat · Schijfstraat · Walstraat